# شرق، کویت
شرق (به عربی: شرق) یک حومه شهر در کویت است که در استان عاصمه واقع شده‌است.
 شرق  ۱۴٬۷۰۸ نفر جمعیت دارد و ۹ متر بالاتر از سطح دریا واقع شده‌است.